# Єва Засімаускайте
Єва Засімаускайте-Кілтінавічене (лит. Ieva Zasimauskaitė-Kiltinavičienė; нар. 2 липня 1993, Каунас, Литва) — литовська співачка, представила Литву на пісенному конкурсі «Євробачення-2018» у Лісабоні з піснею «When We're Old», посівши 12-те місце.
Єва до цього чотири рази брала участь у литовському національному відборі (2013, 2014, 2016, 2017), але тільки 2018 року змогла перемогти. 2012 року вона взяла участь у литовській версії проєкту «Голос», де потрапила до суперфіналу.

## Походження та навчання
Єва Засімаускайте народилася 2 липня 1993 року в місті Каунас. Її батьки — медичні працівники. Батько захоплюється музикою, грає на гітарі. У 7 років Єва вступила до музичної школи в Каунасі і закінчила її через 8 років за фахом «естрадний спів». У період навчання в школі, вона співала і грала на піаніно в дитячому ансамблі Linksmasis do. У 16-річному віці Єва виступила у складі каунаського хору для проєкту телеканалу TV3 «Chorų karai» («Війни хорів»). Після того, як хор здобув перемогу в телепроєкті, вона три роки виступала в його складі, гастролюючи по Литві. У 2011 році Єва почала співпрацювати з Tautkus, лідером бой-бенду «N. E. O.».
2012 року Єва закінчила гімназію при Університеті Вітовта Великого, а 2015 року отримала ступінь бакалавра в Міжнародній школі права і бізнесу у Вільнюсі. 2014 року вона провчилася один семестр у Барселоні за програмою Європейського союзу з обміну студентами.

## Початок кар'єри
2012 року Єва взяла участь у литовській версії проєкту «Голос», де дійшла до суперфіналу. Після цього вона почала сольну кар'єру. Першою піснею, яку вона написала, стала «Pasiilgau» («Я сумую за тобою»). У 2013—2017 роках Єва брала участь у національному відборі на «Євробачення». 2013 року в дуеті з Габриеліусом Вагелісом, а потім соло. Потрапити у фінал вона зуміла тільки 2016 року, але зрештою посіла лише 4-те місце.

## Досягнення
12 березня 2018 року Єва здобула перемогу у фіналі національного відбору Eurovizijos Atranka 2018, яке транслював литовський національний мовник. Окрім неї, за перемогу у фіналі боролися п'ять виконавців: Моніка Марія (з композицією The Truth), Котрина Юодзявічюте («That Girl»), The Roop (з піснею «Yes, I Do»), Паула («123») і Юргіс Брузга («4Love»). Переможця обирали журі і глядачі.
Єва Засімаускайте виступила на «Євробаченні-2018» у Лісабоні в першому півфіналі, який відбувся 8 травня. За вихід у фінал, який відбувся 12 травня, Литва змагалась з 18-ма іншими країнами,. Єва посіла 9 місце у півфіналі, забезпечивши собі таким чином місце в фіналі, де вона здобула 12 місце.

## Особисте життя
Єва Засімаускайте живе в Каунасі. У Єви є старший брат 1989 року народження.
2015 року Єва одружилась з Марюсом Кілтінавічусом (нар. 1982) — тренером збірної Литви з баскетболу та колишнім учасником бой-бенду «N.E.O».
З 2014 року Єва та її чоловік дотримуються вегетаріанства. Практикують медитацію, вивчають Аюрведу, кілька разів здійснювали паломництво до Індії. 2020 року пара розлучилася.